# Serinus flavivertex
Serinus flavivertex là một loài chim trong họ Fringillidae.